# Cueto Rosales
El Cueto Rosales o Cueto de Rosales es una montaña situada en el límite meridional del macizo Asturiano en la cordillera Cantábrica, bordeando el valle de la Lomba en la comarca de Omaña. Se puede acceder a su cima por carretera asfaltada, tomando la carretera CV-128-5 desde la LE-493 en Riello o en El Castillo.
Su accesibilidad y su posición geográfica, con buenas vistas de buena parte de Omaña  y las montañas circundantes, hacen de esta cima un punto de especial interés turístico; en un día claro, situándose hacia el oeste y girando en el sentido de las agujas del reloj, se puede avistar el Valle Gordo con el Catoute al fondo, el puerto de la Magdalena, entre las comarcas de Omaña y Laciana, el Alto de la Cañada, Peña Ubiña, en el límite entre Asturias y León, Piedra Negra y la Sierra de la Filera, el Espigüete en la provincia de Palencia, el valle del río Luna y la sierra de la Salsa, separando la Lomba del valle de Valdesamario.
La cumbre cuenta con un repetidor y un vértice geodésico de la Red de Orden Inferior. Gracias a los frecuentes cielos despejados y la baja contaminación lumínica de la zona, se pueden realizar observaciones astronómicas, como seguimiento de cometas.

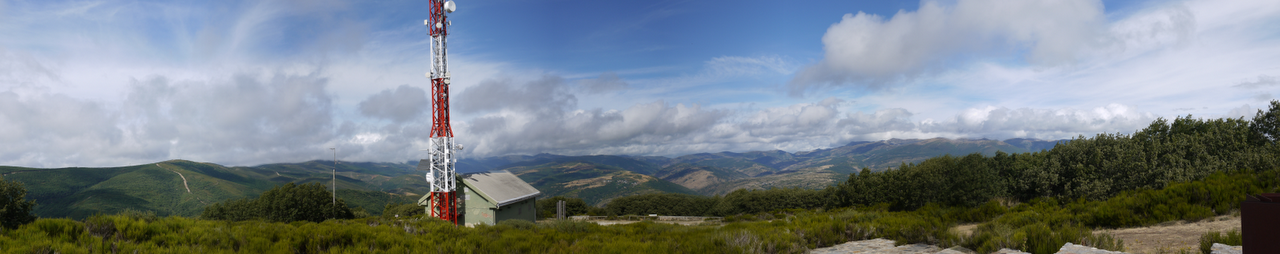
Panorámica desde el Cueto de Rosales